# 叶莲娜·孔达科娃
叶莲娜·弗拉基米诺芙娜·孔达科娃（俄语：Еле́на Влади́мировна Кондако́ва，1957年3月30日—）是俄罗斯女性政治人物，俄罗斯首位同时搭乘过联盟号宇宙飞船和亚特兰蒂斯号航天飞机的女航天员。

## 早年
1957年3月30日日出生于苏联莫斯科州梅季希，在加里宁格勒长大。1980年毕业于鮑曼莫斯科國立技術大學工程学专业，后在科罗廖夫能源火箭航天集团工作。1989年被选为宇航员候选人。

## 宇航员生涯
1994年10月4日，她和两名男宇航员一起乘坐联盟-TM20号宇宙飞船到达和平号空间站，在太空飞行169天后于1995年3月22日返回地面，创下了女性连续太空滞留时间纪录。1995年4月12日，时任总统叶利钦授予她“俄罗斯联邦英雄”荣誉称号。一年后，这一纪录被美国女宇航员珊农·露茜德打破。
1997年5月15日，她乘坐亚特兰蒂斯号航天飞机第二次前往太空执行STS-84任务，在太空待了9天。1999年退役转而进入政界，成为祖国-全俄罗斯（现統一俄羅斯党）在国家杜马的议员。

## 个人生活
丈夫是宇航员瓦列里·柳明。

## 荣誉
- 俄罗斯联邦宇航员和俄罗斯联邦英雄荣誉称号（1995年）
- 太空探索優異獎章（2011年）[8]